# ロバート・ディロン (初代クロンブロック男爵)
初代クロンブロック男爵ロバート・ディロン（英語: Robert Dillon, 1st Baron Clonbrock PC (Ire)、1754年2月27日 – 1795年7月22日）は、アイルランド王国の政治家、貴族。

## 生涯
ルーク・ディロン（Luke Dillon）とブリジット・ケリー（Bridget Kelly、ジョン・ケリーの娘）の息子として、1754年2月27日に生まれた。
1776年1月30日、レティシア・グリーン（Letitia Greene、1758年頃 – 1841年5月28日、ジョン・グリーンの娘）と結婚、1男2女をもうけた。
- キャサリン・ブリジット（1776年12月11日 – 1828年10月13日） - 1797年6月10日、エニスモア子爵リチャード・ヘア（Richard Hare, Viscount Ennismore、1773年3月20日 – 1827年9月24日、初代リストーエル伯爵ウィリアム・ヘアの長男）と結婚、子供あり
- ルーク（1780年4月24日 – 1826年12月13日） - 第2代クロンブロック男爵[1]
- レティシア・スザンナ（1784年9月23日 – 1865年3月25日） - 1805年11月21日、ロバート・ル・プア・トレンチ閣下（Hon. Robert Le Poer Trench、1782年 – 1823年3月14日、初代クランカーティ伯爵ウィリアム・トレンチの息子）と結婚、子供あり

1776年から1790年までレインズバラ選挙区の代表としてアイルランド庶民院議員を務めた後、1790年6月5日にアイルランド貴族であるゴールウェイ県におけるクロンブロックのクロンブロック男爵に叙され、同年7月2日にアイルランド貴族院議員に就任した。
1795年6月にアイルランド枢密院の枢密顧問官に任命されたが、就任宣誓を行わないまま同年7月22日にゴールウェイ県クロンブロック（Clonbrock）で死去、息子ルークが爵位を継承した。